# Christian (Erbach-Schönberg)

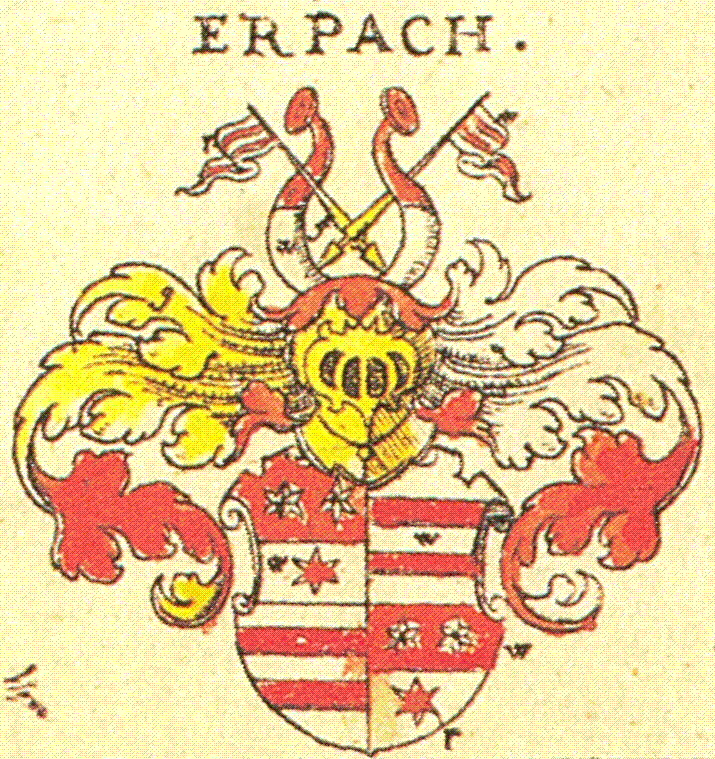
Wappen der Familie Christians als Grafen zu Erbach (drei Sterne) und Herren zu Breuberg (zwei Balken)

Christian Graf zu Erbach-Schönberg, Herr zu Breuberg (* 7. Oktober 1728 in Gedern; † 29. Mai 1799 in Mergentheim) war ein österreichischer Generalfeldwachtmeister und Generalmajor, Statthalter des Deutschen Ordens in Mergentheim und von 1788 bis 1799 regierender deutscher Reichsgraf.

## Familie
Christian zu Erbach-Schönberg war als Angehöriger des fränkischen Adelsgeschlechts Erbach der dritte Sohn des Begründers der Linie Erbach-Schönberg Graf Georg August (1691–1758) und der Ferdinande Henriette, geborene Gräfin zu Stollberg-Gedern (1699–1750). Er war unverheiratet und starb kinderlos.

## Laufbahn

### Militär
Seine militärische Laufbahn begann Christian mit 17 Jahren als Fähnrich in niederländischen Diensten. Im Jahr 1748 trat er als Hauptmann im Dragonerregiment „Christian zu Waldeck“ in kaiserlich-habsburgische Dienste. Es folgten ab 1758 Beförderungen zum Major, Obristlieutenant und Obristen, 1773 schließlich zum Generalmajor und Generalfeldwachtmeister. Als solcher war er Kommandant der kaiserlichen Leibwache.

### Deutscher Orden

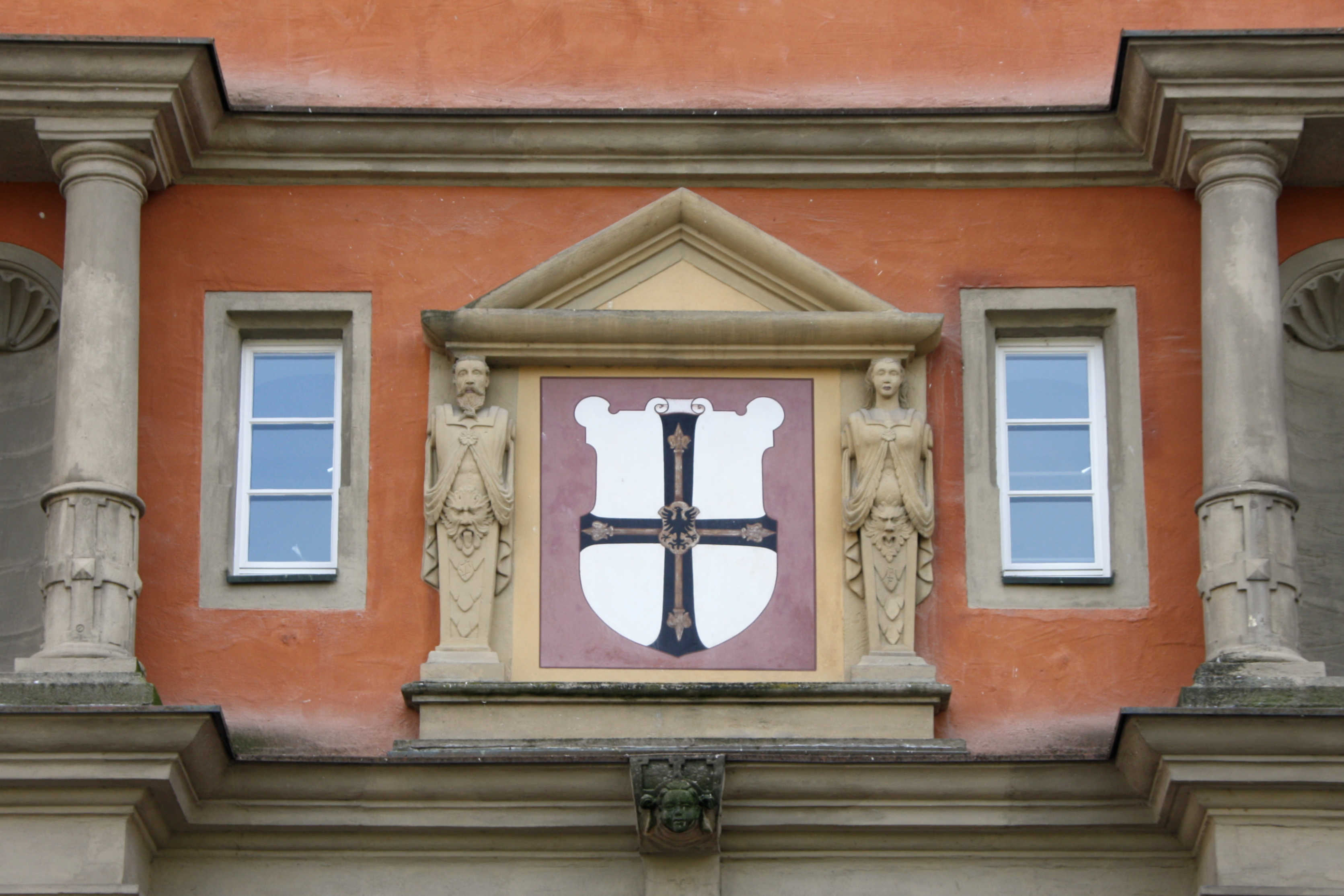
Wappen des Deutschen Ordens am Ordensschloss in Bad Mergentheim

Im Jahr 1753 konvertierte Christian zu Erbach-Schönberg von der evangelisch-lutherischen zur katholischen Konfession. 1754 wurde er zum Ritters des Deutschen Ordens in der bikonfessionellen Deutschordensballei Hessen geschlagen, die er jedoch wegen seiner Konversion 1773 wieder verlassen musste. In Österreich wurde er innerhalb der dort rein katholischen Ballei Komtur zu Friesach und Sandhof, und er war Kapitular der Ballei Österreich des Deutschen Ordens.
Der Hochmeister des Ordens Maximilian Franz von Österreich, ab 1784 auch Kurfürst und Erzbischof von Köln und Fürstbischof von Münster, machte Christian zu Erbach-Schönberg 1783 in der Nachfolge von Johann Baptist von Eptingen zum Statthalter im Meistertum Mergentheim, damit zu seinem Stellvertreter und zum Regierungschef mit dem Prädikat „Hochwürdige Excellenz“ am Sitz und Kammergut des Hoch- und Deutschmeisters als wichtigstem Teil des „weltlichen Staats“ des Deutschen Ordens. Graf Christian wurde „wirklicher geheimer Rat“ und vertrat u. a. seinen Dienstherrn als Bevollmächtigter auf dem Rastatter Kongress. Er blieb auch als regierender Graf bis zu seinem Tode im Statthalteramt.

### Regierender Reichsgraf

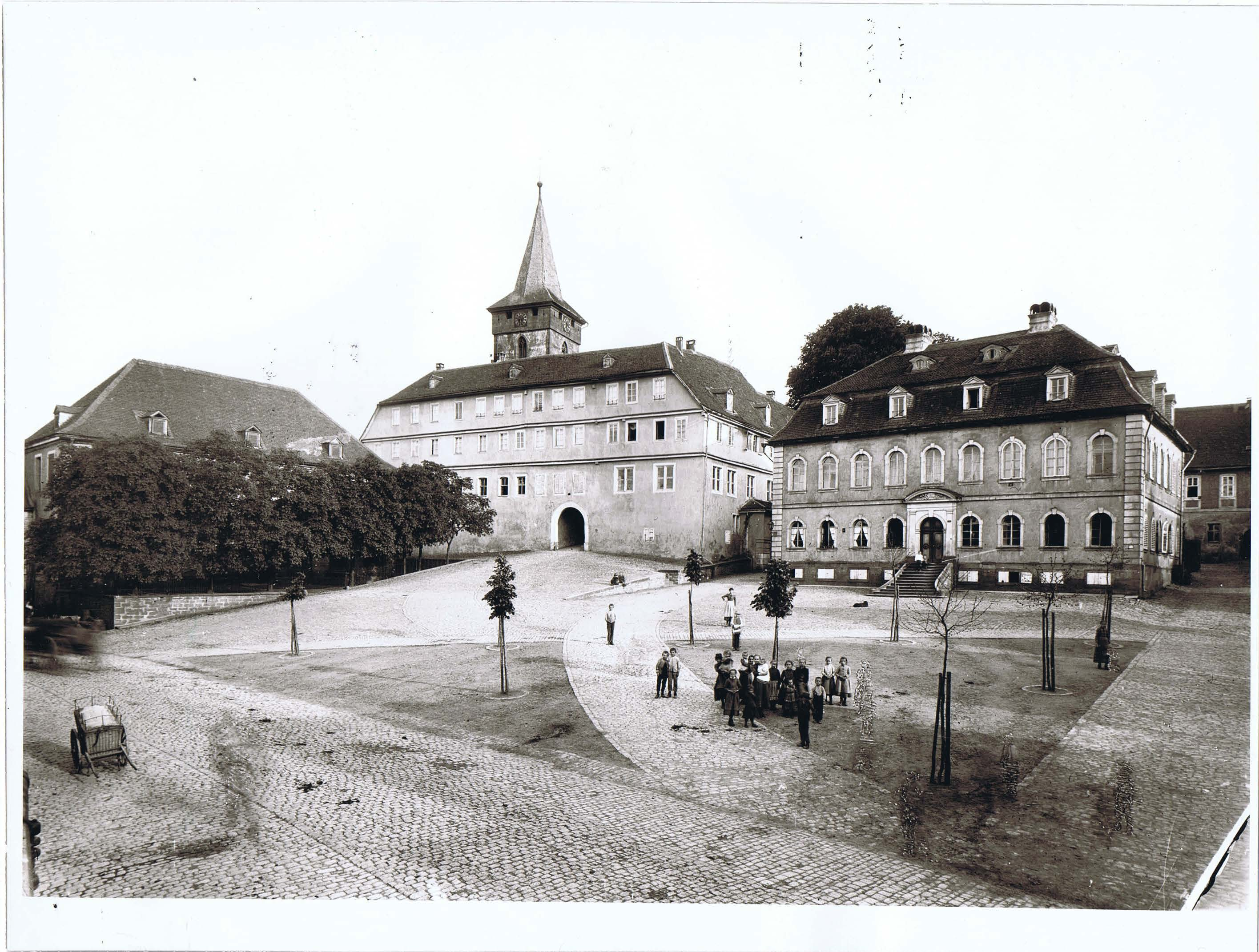
Der Graf-Christians-Bau (rechts) im Schloss-Ensemble von (Bad) König um 1900

Nach dem Tod seines älteren Bruders Franz Karl wurde Christian 1788 regierender Graf zu Erbach-Schönberg und Herr zu Breuberg. Er lebte zu dieser Zeit länger in der Residenz König im Odenwald und sorgte für die Modernisierung der Administration in seiner Teilgrafschaft: Er ließ mehrere neue Gebäude errichten, darunter den spätbarocken „Kammerbau“ als Verwaltungszentrum in König; dieser diente später neben dem Schloss Schönberg und dem benachbarten alten Schloss als Wohnsitz der Familie Erbach-Schönberg und wird heute „Neues Schloss“ oder auch „Graf-Christians-Bau“ genannt.

## Sonstiges
Graf Christian war wie sein Mentor Maximilian Franz ein Anhänger der Aufklärung. Nachdem sein ältester Bruder Georg Ludwig II. verstorben und sein Bruder Franz Karl regierender Graf geworden war, unterschrieb er als Nächstältester schon 1778 einen Revers, in welchem er trotz seines Übertritts zum Katholizismus den unangetasteten Fortbestand der lutherischen Konfession in seiner Grafschaft im Falle einer Regierungsübernahme versicherte. Als Privatsekretär beschäftigte er den Schriftsteller, Satiriker und Freimaurer Karl Julius Weber. Dieser widmete im ersten Band seiner Schrift Ritter-Wesen als „Beilage III“ unter dem Titel Die letzte Ritterleiche in Mergentheim mehrere Seiten einer ausführlichen Schilderung der Beisetzungszeremonien zwischen dem 29. Mai und dem 2. Juni 1799 für den Statthalters und Reichsgrafen Christian zu Erbach-Schönberg in Mergentheim, der seine letzte Ruhe in einer Gruft der dortigen Pfarrkirche fand.